# 해상시계

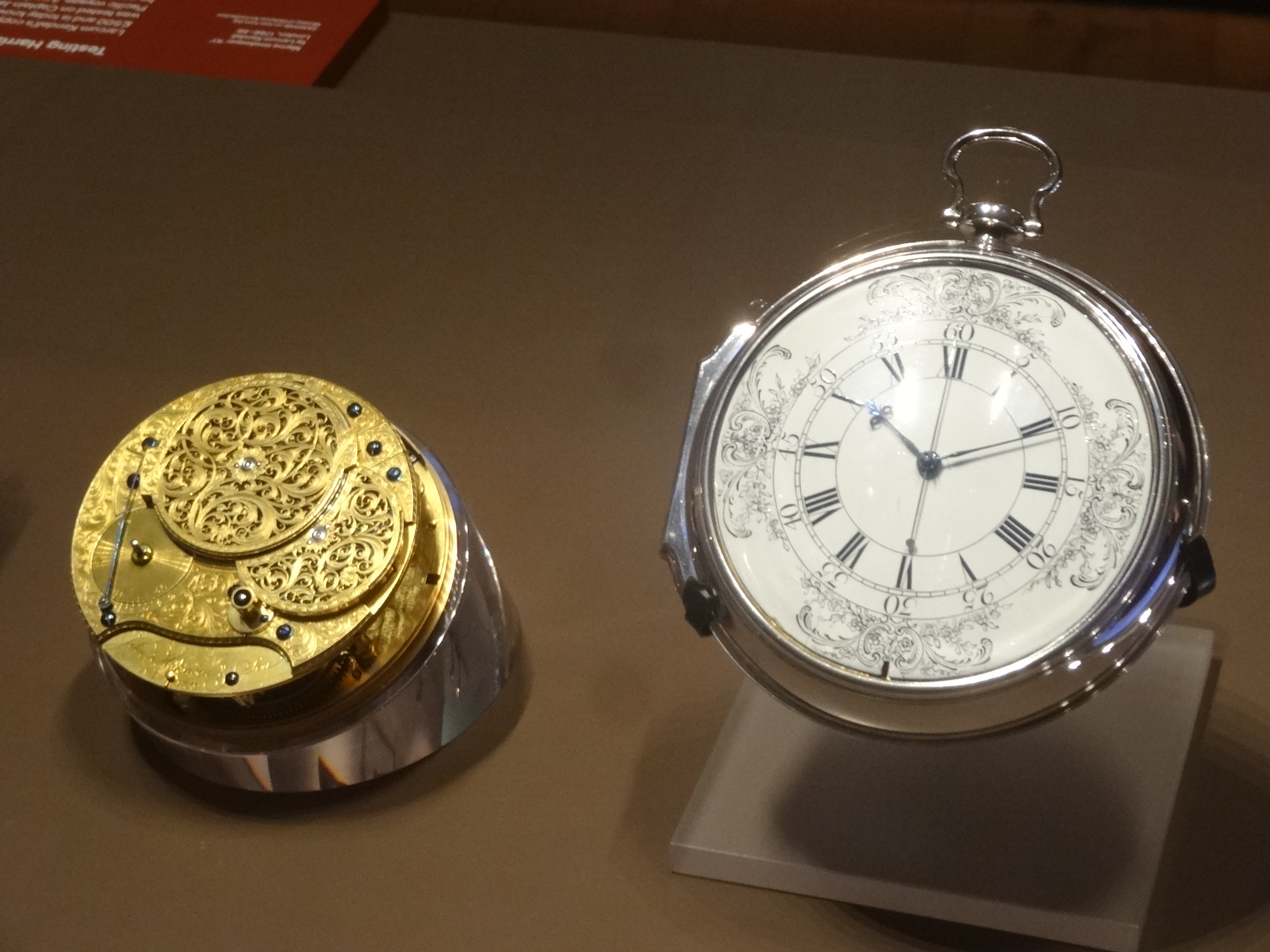
존 해리슨의 해상시계 H4

해상시계(海上時計)는 항해에서 천문항법을 이용하여 경도를 측정하기 위해 고안된 정밀 시계이다. 경선의(經線儀)라고도 한다. 천체 관측을 통해 얻은 현재 위치의 시간과 그리니치 평균시 사이의 차이를 이용하여 경도를 결정한다. GPS가 없던 시기에는 표준적인 위치결정법이었다. 18세기 경도 측정을 위한 다양한 시도들이 있었으나 성공하지 못하다가 존 해리슨에 의해 처음으로 항해에 사용할 수 있는 정밀도를 가진 시계가 제작되었다. 해상시계의 등장은 기존의 수 킬로미터 이상 차이를 보이던 위치 측정 방법으로 인한 해양사고를 막고 정확한 항로 설정을 가능하게 하였다. 영어를 음차한 마린 크로노미터(marine chronometer)로 불리는 경우도 많다.
크로노미터라는 낱말은 그리스어 크로노스(χρόνος)와 측정을 의미하는 미터(meter)를 함성한 것으로 17163년 윌리엄 더햄이 명명하였다. 처음에는 태엽을 사용하는 기계식 시계를 총칭하는 의미였으나 이후 정밀성이 검증된 시계를 가리키는 용도로 쓰이게 되었다.

## 역사

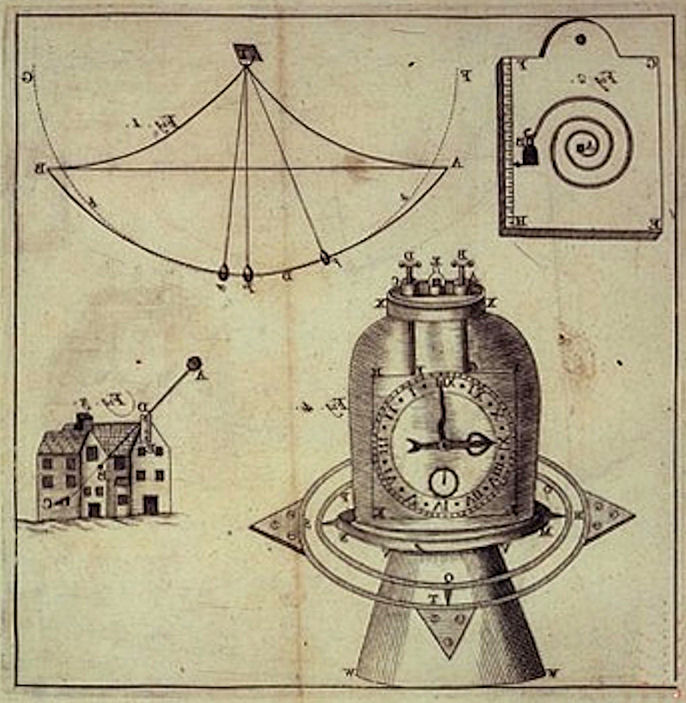
제레미 세커가 고안한 정밀시계. 진공 종형 용기 안에 시계를 설치하고 짐벌에 연결하였다.

지구 표면에서 자신의 위치를 결정하려면 위도, 경도 및 고도를 확인하여야 한다. 선박의 경우엔 해수면을 운항하기 때문에 위치 확인은 위도와 경도의 측정만으로도 충분하다. 고대부터 선박은 대부분 해안선을 따라 항해하면서 자신의 위치를 확인하였으나 수평선을 넘어 해안선이 보이지 않는 원양을 항해할 경우 자신의 위치를 알기 위한 별도의 측정이 필요하였다. 위도의 측정은 비교적 일찍부터 이루어졌는데 낮에는 태양을, 밤에는 북극성이나 남십자성과 같은 별들을 기준으로 육분의와 같은 관측 도구를 사용하면 위도를 계산할 수 있었다. 그러나 경도를 확인할 방법은 없어서 크리스토퍼 콜럼버스를 비롯한 대항해시대의 항해자들은 같은 위도를 유지한 채 동서의 횡방향으로 움직이는 항해법을 사용하였다. 1750년대 중반까지 육지가 보이지 않는 해상에서 경도의 측정은 해결되지 않은 문제로 남아있었다. 경도를 측정하려면 기준이 되는 본초 자오선의 표준시와 선박이 위치한 지점의 지역 시간의 차이를 확인해야 했기 때문이다. 지구는 24시간에 한 번 자전하므로 표준시가 정오일 때 지역 시간이 오전 9시라면 자신의 위치는 서경 45도가 된다. 그러나 당시로서는 정확한 표준 시간을 측정할 마땅한 방법이 없었다. 목성의 위성 운동을 확인하자는 제안이나, 달의 거리를 측정하자는 제안 등 천체를 이용하는 여러 방법이 고안되었으나 성공을 거두지 못했다. 1714년 당시 72세의 노인이었던 아이작 뉴턴은 영국 의회에 출석하여 당시까지 고안된 모든 방법이 이론상으론 그럴듯 하더라도 실제 적용할 수 없다는 점을 설명하였다.:87-88
경도 측정에 시계를 사용하자는 의견은 예전부터 제기되고 있었고 1530년 네덜란드의 젬마 프리지어스는 정밀한 시계를 이용하자고 제안하였다. 그러나 당시 기계적 시계들은 오차율이 커서 경도 측정에 적합하지 않았다.
항해에 사용될 수 있을 정도로 정밀한 시계가 개발된 이후 경도를 측정하려면 먼저 본초자오선을 정의하여야 한다. 한 때 각 국가마다 자신의 수도를 지나는 자오선을 기준점으로 사용한 적도 있지만, 서로간에 환산이 복잡하기 때문에 현재의 협정 세계시가 사용하는 그리니치 자오선이 본초자오선으로 자리잡게 되었다. 정밀한 시계를 이용하여 본초 자오선의 표준시를 유지하고 있으면 지역의 시간은 해와 천체의 움직임을 측정하여 구할 수 있다. 거기에 육분의 등을 사용하여 위도를 구하면 구면 삼각법을 이용하여 선박의 현위치를 파악하게 된다. 항해사는 천체 좌표 연감등을 이용하여 보다 실용적으로 지역 시간을 구하였다. 여기에 사물의 크기에 따른 거리를 가늠하는 시력 감소표, 방위각을 계산할 수 있는 항해도판 등이 더해지면 단기간의 교육을 통해 비교적 쉽게 정확한 위치 파악이 가능하게 되었다. 지구의 자전에 따른 각운동은 매일 4초 정도의 자연적 오차를 보이기 때문에 해상시계를 사용한다고 하더라도 경도 계산 역시 오차가 있어 저위도 지역에서는 1 해리까지도 오차를 보일 수 있다.
바다에서 안정적으로 작동하는 시계를 만드는 것은 어려웠다. 20세기 이전에 가장 정밀한 방식은 진자시계였지만 흔들리는 배 안에서 지구의 중력을 이용하는 진자시계를 쓸 수는 없었기 때문에 다른 방식이 필요했고 해상시계의 동력원으로는 태엽이 채택되었다.

## 초기 해상시계

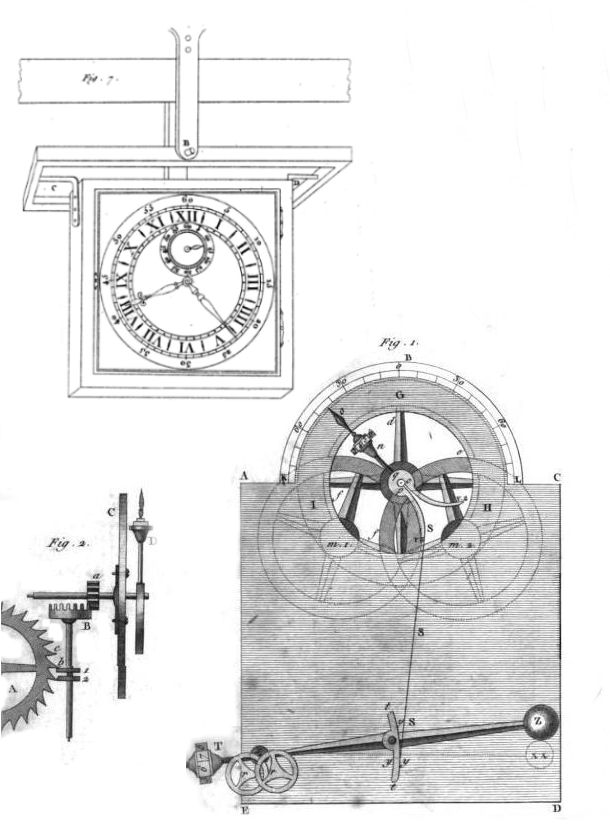
앙리 서리가 1716년 발표한 해상시계 시제품.

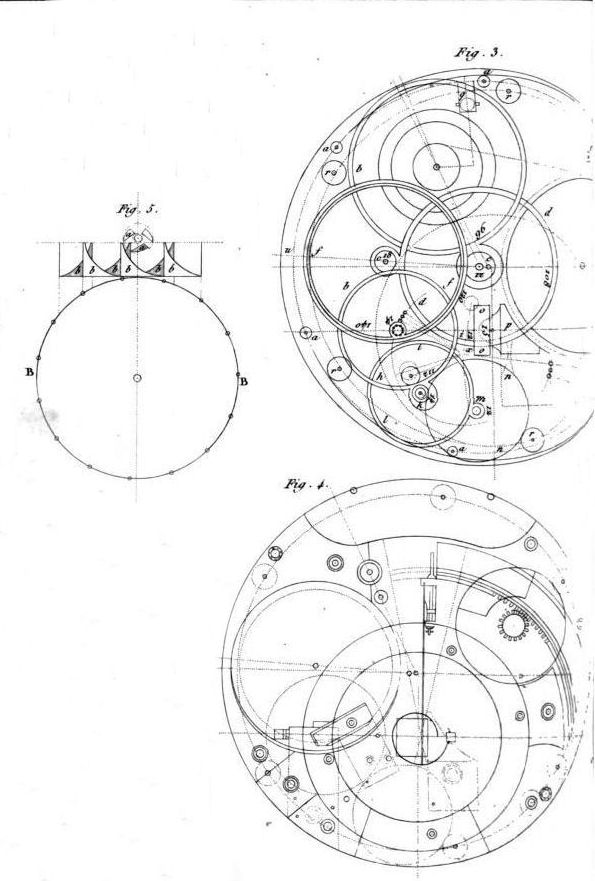
1767년《해리슨 타임 키퍼의 개요》에 실린 H4의 도면.

크리스티안 하위헌스는 1656년 진자시계를 발명한 후 1673년 프랑스에서 장바티스트 콜베르의 후원으로 해상시계 제작을 시도하였다. 루이 14세로부터 연금을 받고 있던 하위헌스는 1675년 추 대신 밸런스 휠 과 나선형 스프링을 사용하는 시계를 발명하여 이후 태엽식 회중시계와 손목시계가 발명되는 계기를 만들었다. 그는 이 시계의 특허를 등록하였지만 정작 정확성은 부족하였다. 1675년 하위헌스가 찰스 2세로부터 자신의 시계에 대한 잉글랜드의 특허를 얻으려 시도하자 자신도 몇년 전에 태엽 구동 시계를 고안했다고 주장한 로버트 훅은 이데 자극받아 별도의 시계 특허를 신청하였다. 그러나 하위헌스와 훅이 제출한 시제품은 둘 모두 제대로 작동하지 않아 특허를 받지 못하였다. 다만 훅은 이 과정에서 스프링 등의 탄성체에 대한 훅의 법칙을 정립하였다.
해상시계라는 용어는 1684년 마티어스 워스머스가 《항해의 비밀》(Arcanum Navarchicum)에서 경도 측정의 이론적 개요를 설명하며 처음 사용하였다. 이후 1713년 영국 과학자 윌리엄 더햄이 《물리-신학, 신의 창조물이 보이는 특성의 사례》에서 정밀시계 제작에 필요한 이론을 제시하면서 정밀성 유지를 위해 진공으로 밀봉하는 방법을 제안하였다. 1714년 영국의 제레미 세커가 해상시계의 제작에 착수하였으나 실패하였고, 2년 뒤 프랑스의 앙리 셜리 역시 해상시계를 만들었으나 너울이 이는 바다에서 제대로 작동하지 않았다.
1707년 클로디슬리 셔블이 지휘하던 함대는 지중해에서 프랑스 함대와 싸워 승전한뒤 귀환하는 도중에 실리 제도 인근에서 좌초하여 침몰하였다. 이 사고로 2천여 명의 선원이 목숨을 잃었다.:31-32 이 문제는 정치 이슈로 떠올라 1714년 영국 의회는 경도위원회를 구성하고 정확한 경도를 산출할 수 있는 방법에 현상금을 걸었다. 상금은 정확도에 따라 1만 파운드에서 2만 파운드를 지급하는 조건이었으며 2023년 기준으로 환산하면 3억3천만 원에서 6억6천만 원 사이에 해당한다.:38 요크셔의 목수였던 존 해리슨은 1730년에 정밀시계 제작을 위한 기획서를 제출했고, 1735년 중력이나 배의 항해 상황에 구매받지 않는 시계를 개발하였다. 그가 1741년 제작한 H1과 H2는 스프링으로 연결된 한 쌍의 역진동 가중 빔을 이용한 것이었다. 해리슨은 자신의 시계가 작동하며 발생하는 자체 원심력에 대해 너무 민감하게 반응하자 1759년 원형 균형자와 이중 금속 스트립트 및 회전 베어링이 사용된 H3를 제작하였다. 그가 체택한 기술은 오늘날에도 여전히 태엽시계에서 사용될 정도로 완성도가 높았지만, 시간의 측정에는 여전히 오차가 컸다.
1761년 해리슨은 5인치(12 cm) 크기의 회중시계 모양의 해상시계 H4를 제작하면서 정밀도 문제를 해결하였다. H4는 영국 정부가 요구한 경도 측정 오차를 만족하였고 해리슨은 그 공로로 영국 의회가 내건 1등 상금 2만 파운드를 받을 수 있었다. H4는 태엽으로 작동하며 한번 감아주면 30시간 정도 작동한다. 현재는 런던의 국립해양박물관에 보관되어 있으며 기계적 마모를 방지하기 위해 작동을 시키지는 않고 있다.:167-168 H4에 대한 검증을 위한 시험 항해는 1761년 11월 18일 런던을 출발하여 이듬해인 1762년 1월 19일 자메이카의 포트로열에 도착한 뒤 3월 27일 런던으로 귀환하였다. 해리슨의 H4는 바다에서 81일을 보내고서 5초의 차이를 보일 뿐이었고 항해를 위한 경도 측정에 문제없이 사용할 수 있었다.:179-180 이러한 기능은 현대에 들어 안정적인 전자 발진기가 도입되기 전까지 가장 정확한 수준의 정밀도를 보인 것이었다. 1767년 영국 의회의 경도 위원회는 해리슨의 해상시계를 이용한 경도 측정에 대해 보고서를 발표하였다. 이로서 해양정밀 시계에 의한 경도 측정이 성공을 거두자 프랑스 역시 1767년 부터 시계를 이용한 경도 측정을 시작하였다.

## 추가 개발
1748년 프랑스의 피에르 르로이는 멈춤쇠 탈진기를 발명하였다. 1766년 르로이는 탈진기와 온도에 따른 금속의 변화를 보정하여 등시성을 보장하는 균형 스프링을 장착한 혁신적인 해상시계를 개발하였다. 르로이의 해상시계는 이전의 것보다 더 정확한 정밀도를 보였고 이후 현대까지 이르는 해양정밀시계 구조의 기반이 되었다.
프랑스의 페르디낭 베르투와 영국의 토머스 머지는 해리슨과는 다른 메커니즘을 가진 독자적인 해상시계를 개발하여 해리슨의 디자인이 유일한 것이 아니란 점을 증명하였다. 1780년 토머스 언쇼와 존 아놀드는 보다 단순화된 스프링 멈춤쇠를 지닌 탈진기를 장착하고 온도에 따른 보상을 밸런스 구조로 대체한 새 해상시계를 특허 등록하였다. 이렇게 점차 개선된 해상시계는 전자 시계 이전까지 항해에 사용되었다.
해상시계는 제작 비용이 커서 매우 비쌌기 때문에 모든 배가 사용할 수는 없었다. 1815년 5월 30일 동인도회사의 아니스턴호는 남아프리카를 돌다 좌초되어 372명이 사망하였는데 해상시계 없이 추측 항해를 하였기 때문에 암초의 위치를 잘못 계산한 탓이었다. 이후 영국 해군은 1825년까지 원양을 항해하는 선박에 정기적으로 해상시계를 공급하기 시작하였다.
영국은 계속해서 보다 높은 정밀도를 보이는 해상시계 시험을 계속하였다. 1820년 그리니치의 왕립 천문대가 경쟁 시험을 시작한 이후 1914년 1차 세계 대전이 일어날 때까지 시험은 계속되었다. 그 이후 공식적인 경쟁 시험은 없어졌지만 해상시계 시험은 여전히 계속되었다.
해상시계의 시험은 정확한 시간을 측정할 수 있는 기관에서 오차를 측정하는 방식으로 이루어졌다. 19세기의 경우 정확한 시간의 측정은 천문대에서 이루어졌기 때문에 서유럽의 여러 천문대들은 해상시계의 인증기관도 겸하게 되었다. 뇌샤텔 천문대, 제네바 천문대, 브장송 천문대, 큐 천문대, 함부르크 독일 해군 천문대 등이 대표적으로 이들 천문대가 여러 해상시계를 놓고 벌인 정밀도 인증은 "크로노미터 경연"으로 불렸다. 이들 천문대의 심사 기준 가운데 몇몇 항목은 오늘날 크로노미터 인증기관인 스위스 크로노미터 인증 사무소(Contrôle Officiel Suisse des Chronomètres.  COSC)의 규격보다 더 엄격한 것들도 포함되어 있었다.
해상시계가 경도 측정에 일반적으로 사용된 이후 선박들은 긴 항해를 떠나기 전에 정확한 시간의 확인을 위해 그리니치 천문대의 타임볼을 지켜보았다. 그리니치 천문대는 매일 오후 1시 정각에 타임볼을 떨어트려 시각을 알렸고 선박은 템스강에 정박한 채 타임볼이 떨어지기를 기다려 해상시계와 비교하였다. 이 관행은 이후 그리니치 표준시가 국제 표준으로 채택되는 데 작은 기여를 하였다. 타임볼은 1920년 경까지 사용되다가 전파 시보로 대체되어 더 이상 사용하지 않게 되었다. 항해 중에는 달이나 태양을 관측하여 지역 시간을 확인하고 경도를 측정할 수 있었다. 해상시계는 손상을 방지하기 위해 선박의 안전한 곳에 보관하였고 선원은 별도의 "해킹 시계"를 이것에 맞추어 실제 측정에 사용했다. 해킹 시계는 정밀도가 떨어졌지만 훨씬 저렴했기 때문에 매일 해상시계와 비교하여 시간을 다시 맞추어 사용하면 충분하였기 때문이다.

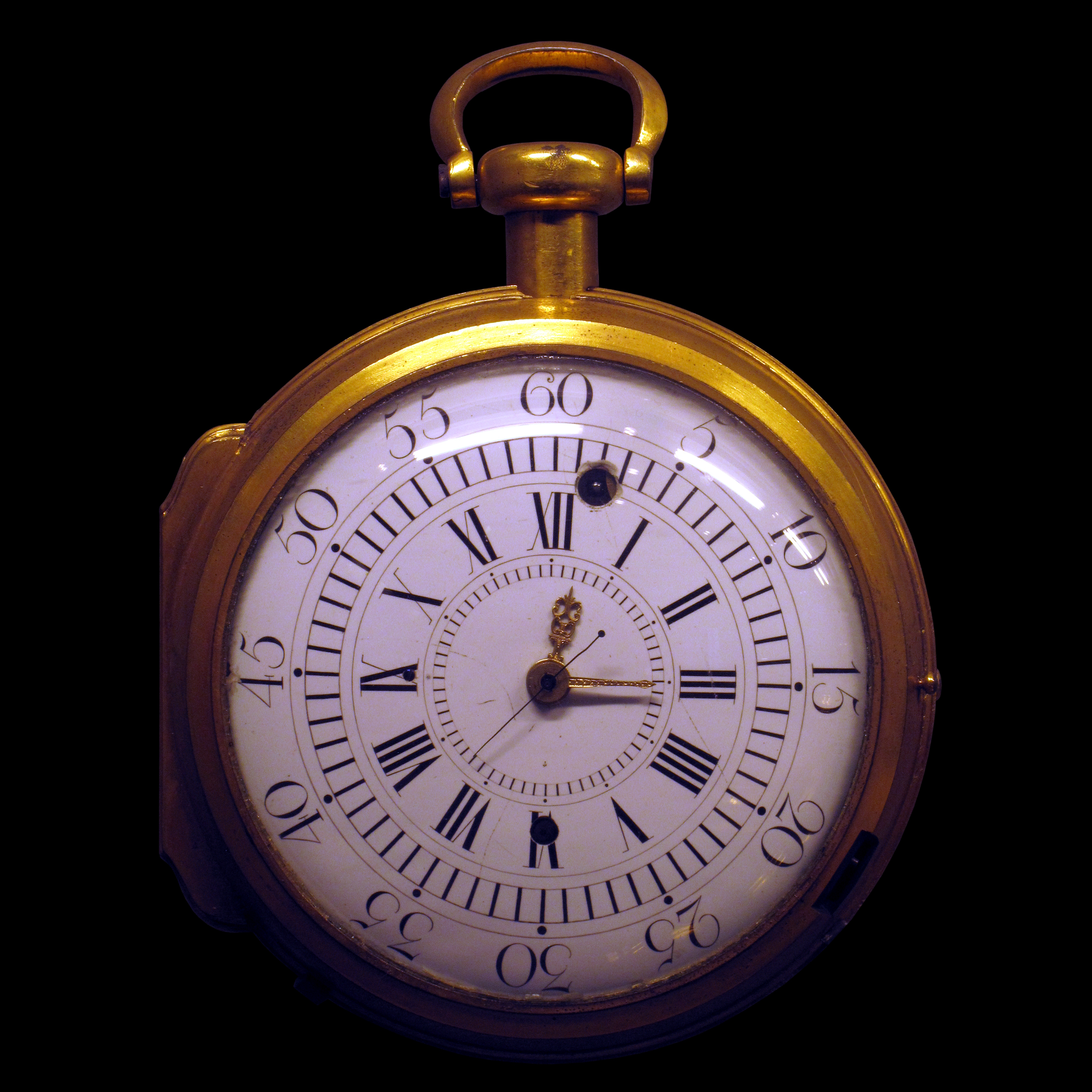
1763년 제작된 페르디난드 베르소우드의 해상시계 3번
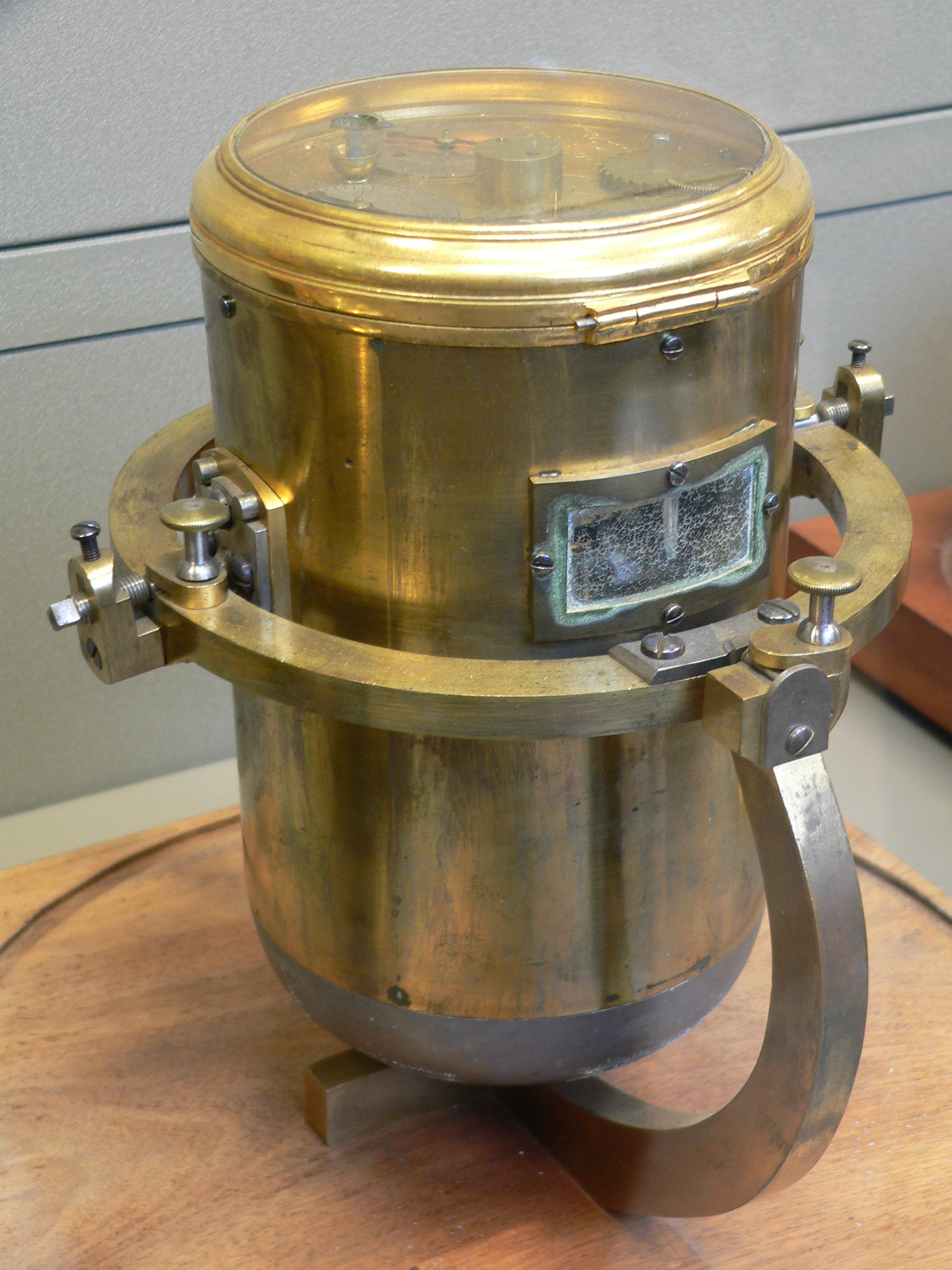
1766년 제작된 피에르 르로이의 해상시계.
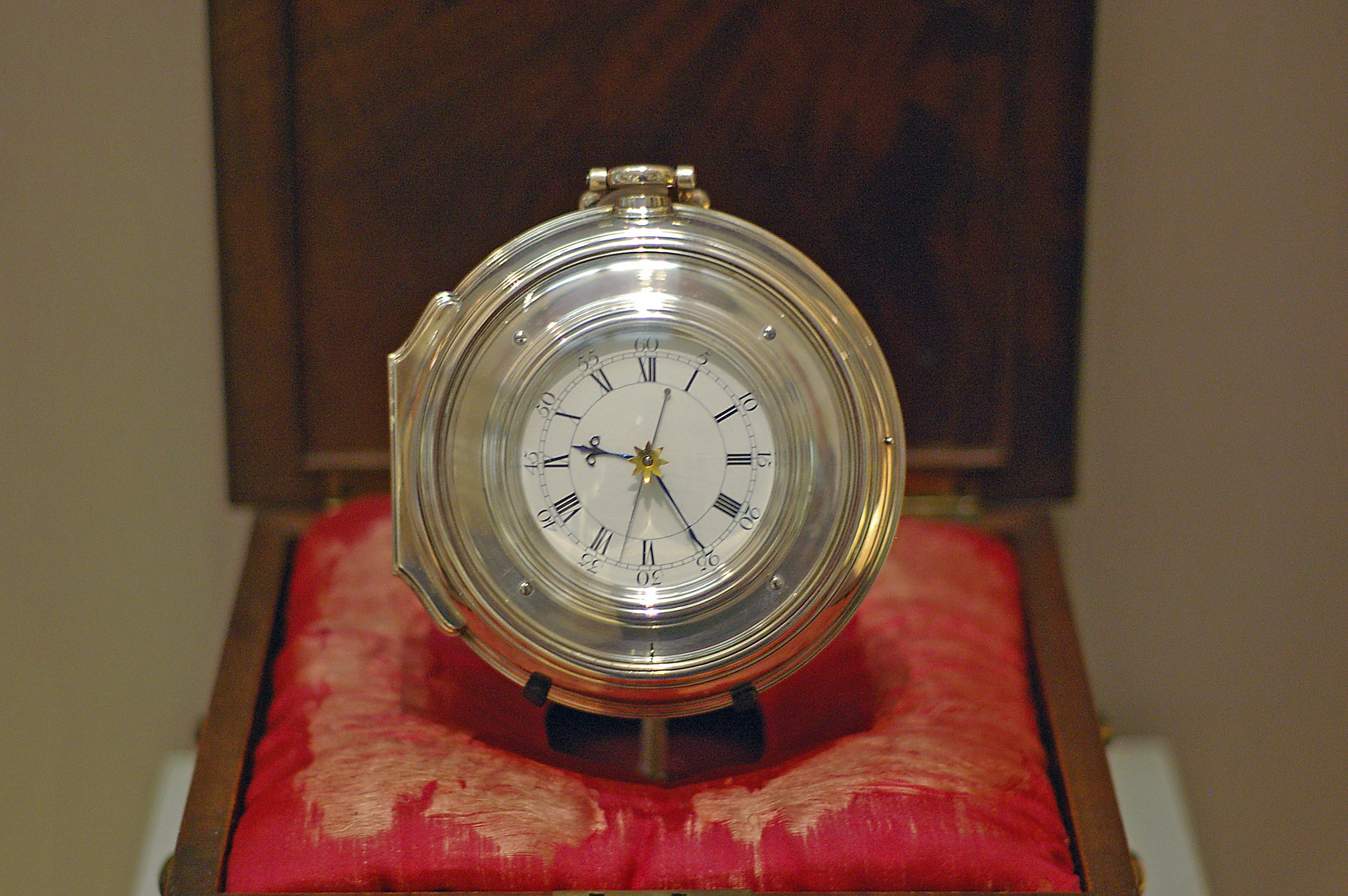
1772년 제작된 해리슨의 H5, 현재 런던 과학박물관에 전시 중이다.
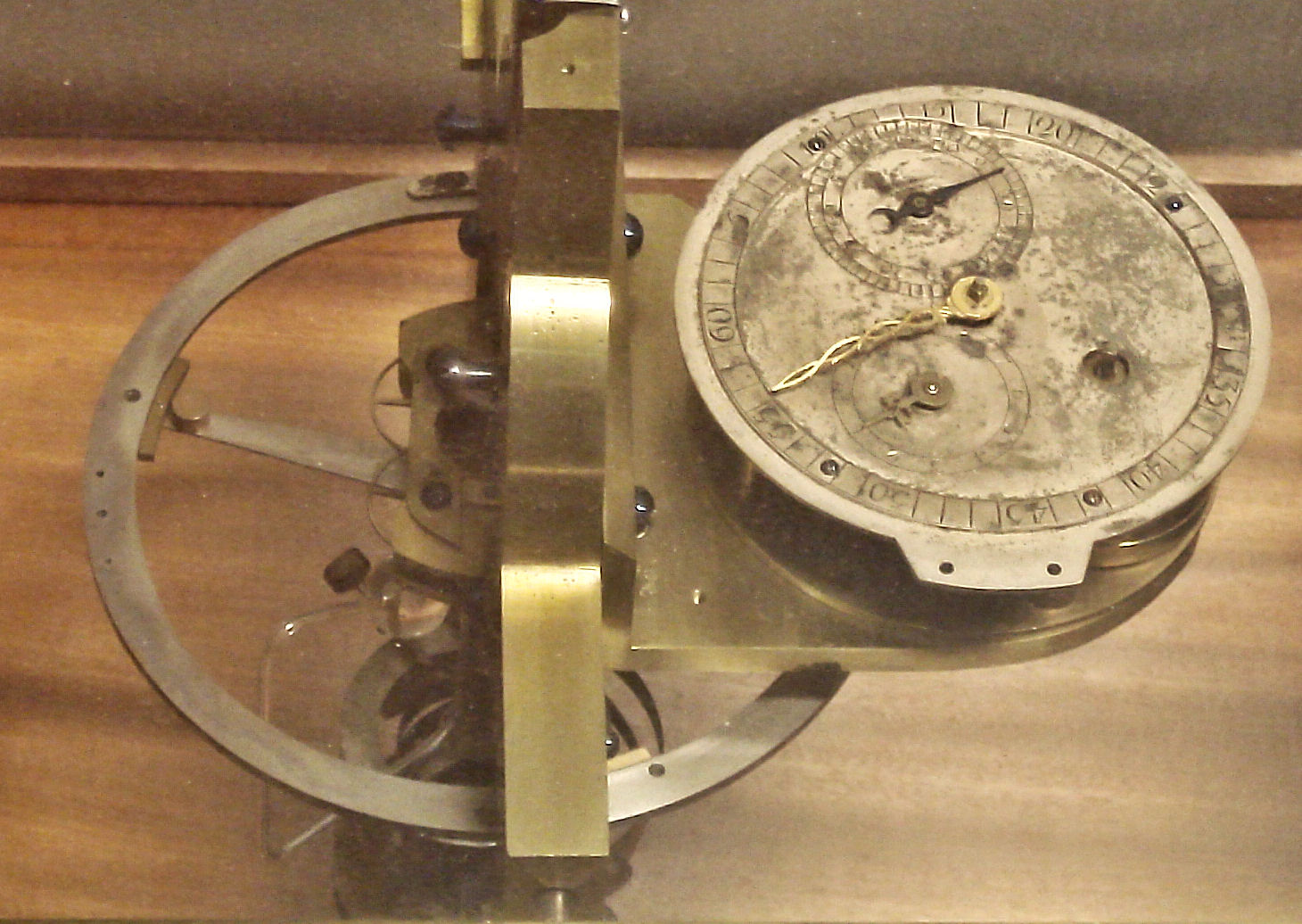
1766년 제작된 피에르 르로이의 해상시계.

## 대량 생산
일반적인 시계의 제작은 19세기 중반 이후 대량 생산 방식이 도입되었지만 크로노미터의 생산은 여전히 영국과 스위스를 중심으로 수공예에 의존하고 있었다. 대량 생산 방식으로는 정밀도를 맞추기 어려웠기 때문이다. 20세기 초 스위스의 시계 제작사 율리스 나르딘은 교체 가능한 표준 부품을 도입하여 시계 제작에 큰 혁신을 가져왔고, 미국의 헤밀턴 와치 컴퍼니가 제2차 세계 대전 중 연합군 해군을 위한 해상시계의 대량 생산을 시도하여 수 천개의 헤밀턴 모델 21과 모델 22를 공급하였다. 해밀턴 모델 21은 체인 구동 퓨즈를 채용하고 초침을 별도의 1⁄2서브 다이얼로 표시하였다. 한편 해상시계를 전량 수입하던 독일은 1939년 독일 해군과 공군의 주도로 자체 개발을 시작하여 벰페 크로노메터베르케와 아 랑에 운트 죄네의 합작으로 아인하르츠크로노메터를 개발하였다. 이 해상시계 역시 모든 부품을 표준화하여 교체 가능하였으며 1942년 대량 생산을 시작하였다. 전후 소련은 아인하르츠크로노메터 원본을 입수하여 1949년 부터 자체 모델인 MX6를 생산하기 시작하였다. 이 시계는 소련시기인 1952년부터 1997년까지 소련의 시계제작소 NII 차스프롬(НИИ ЧАСПРОМ)에서 부품을 모두 소련제로 교체하여 계속 제작하였다. 그 결과 아인하이츠크로노메터는 세계에서 가장 많이 생산된 해상시계가 되었다. 총 제작 수량은 약 5만8천 대로 이 가운데 전쟁 중 나치 독일이 생산 한 것은 3천 개 미만이고 전후 동독과 서독이 약 5천 개를 제작한 반면 소련과 이후 러시아가 생산한 수량은 5만 개에 달한다. 한편 해밀턴 모델 21은 전쟁 중부터 그 이후 까지 약 1만3천 대가 생산되었다.
전자시계의 도입으로 태엽방식의 해상시계는 더 이상 큰 비중을 차지하지 않게 되었지만 지금도 제작되고 있다. 오늘날 선박의 위치는 일반적으로 GPS를 통해 확인하지만 해상시계는 만약을 위한 표준도구로 여전히 선박에 장착된다.

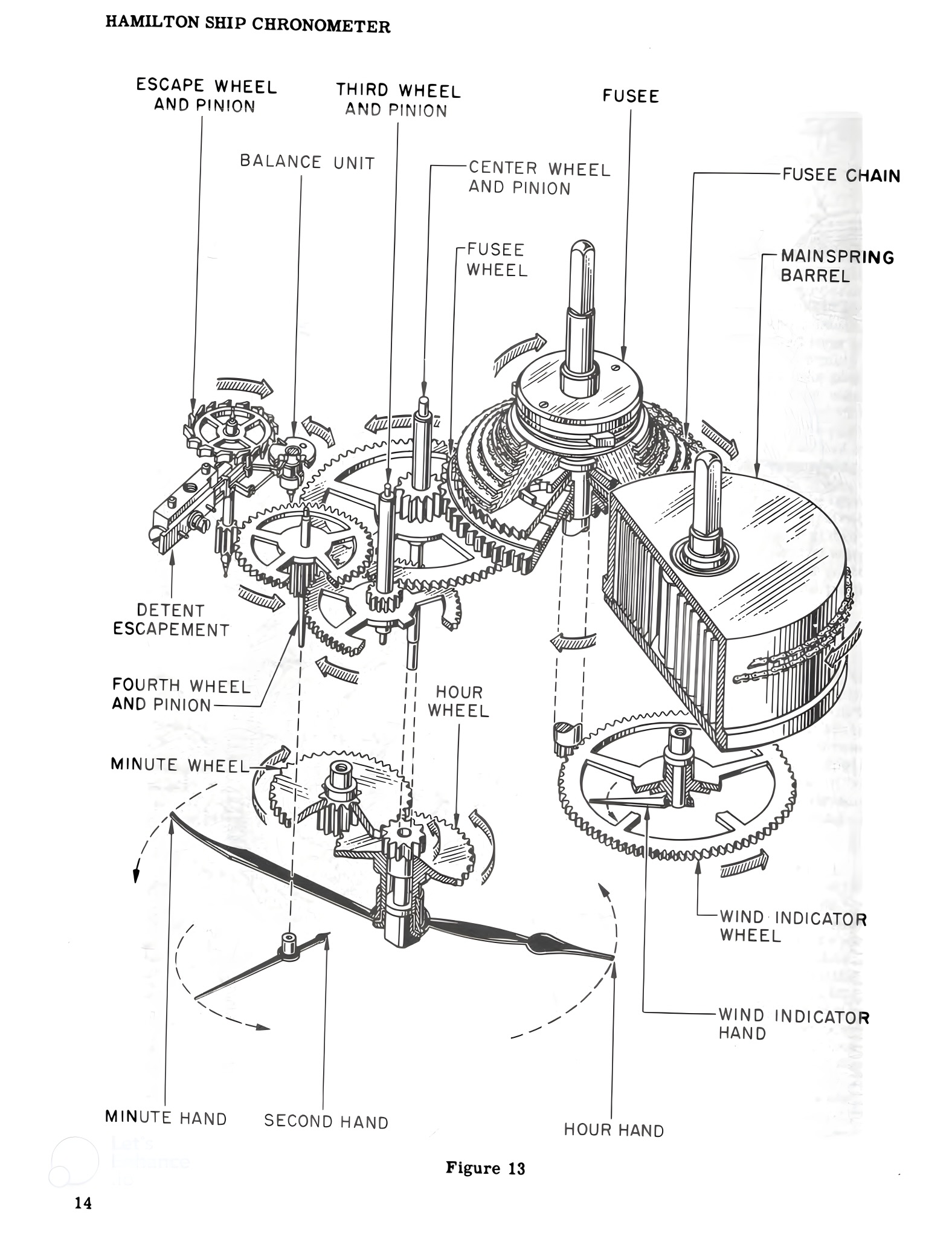
제2차 세계 대전 중부터 대량 생산된 미국의 헤밀턴 모델 21의 메커니즘.
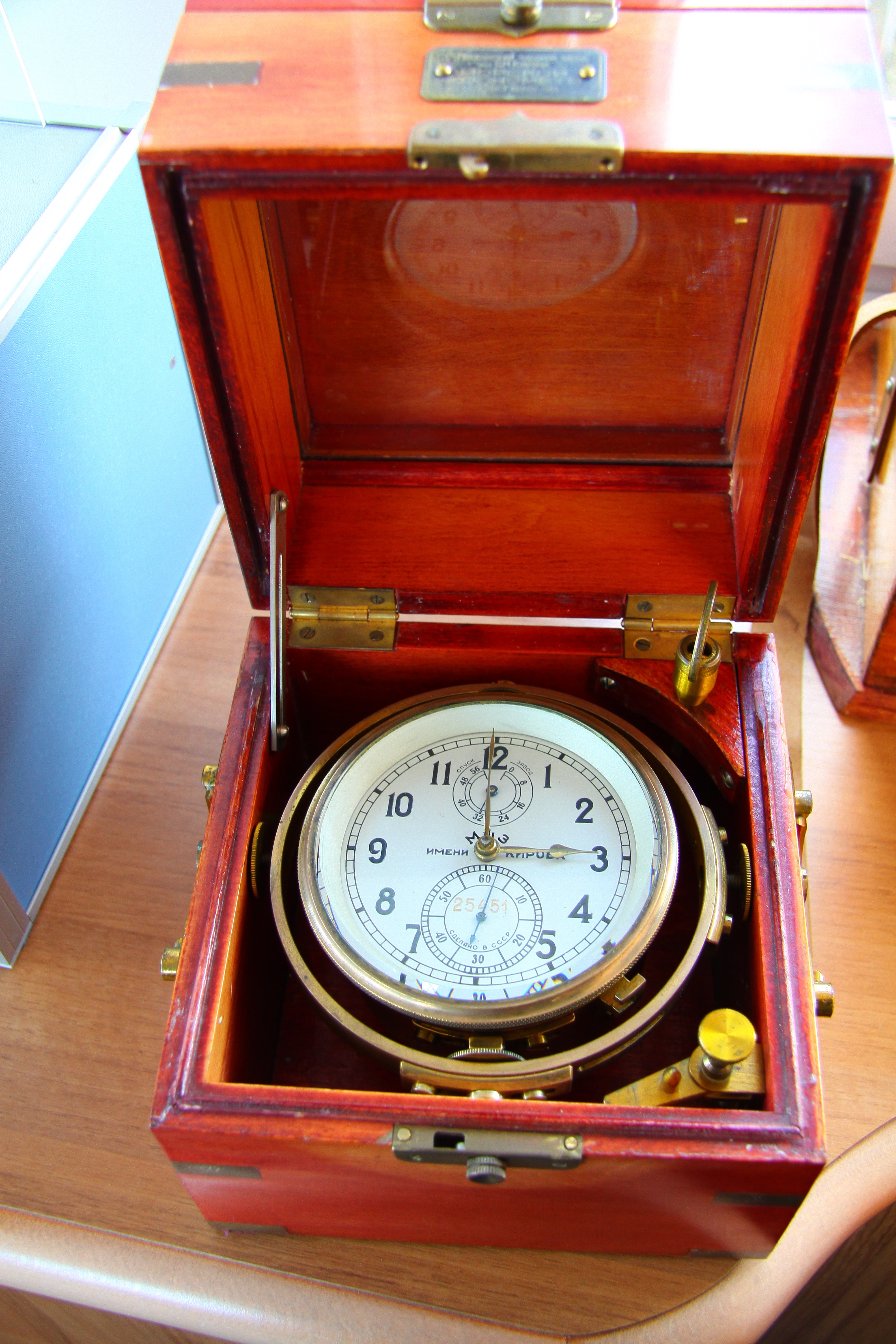
제2차 세계 대전 이후 소련이 제작한 아인하이츠크로노미터 설계 기반의 MX6 해상시계.

## 현대

1980년 프랑스 해군이 제작한 전자시계식 해상시계. 오메가의 4.19 MHz 수정 발진기가 사용되었다.

1990년대부터 범지구 위성 항법 시스템가 항해에 도입되어 NMEA 0183 인터페이스를 사용하여 선박의 항로 자동 설정과 자동 조타가 가능하게 되었다. 현대 기술의 편리함에도 불구하고 실제 항해에서는 위성 항법과 함께 여전히 수작업에 의존하는 천문항법이 사용된다. 다만 컴퓨터와 계산기를 사용하면 육분의를 이용한 위도 측정과 해상시계를 사용한 경도 측정을 몇 분 안에 완료할 수 있다. 위성 항법에 사용되는 전자 장비는 언제든 고장의 위험이 있기 때문에 옛 방식의 위치 측정은 만약을 대비한 필수 표준 항법으로 남아있다. 다만 시계의 경우 오차를 최소화하기 위해 외부에서 주기적으로 조정된다. 천문항법을 이용한 위치 확인은 국제 원양항해를 담당하는 항해사, 갑판사, 선장 등 해기사의 필수 자격 요건이다. 개인 요트라 하더라도 국제 운항을 하려면 같은 조건의 요트마스터 자격을 인증받아야 한다.
현대의 해상시계는 수정 발진기를 사용하며 외부에서 원격으로 시간을 조정할 수 있도록 되어있다. 오늘날의 일상적인 손목 시계도 옛날의 태엽식 해상시계에 준하는 정밀도를 지니는 것도 있지만, 원격으로 시간이 조정되지는 않기 때문에 항해 중 발생하는 오차를 교정할 수는 없다. 항해를 위한 해상시계는 보통 여러개의 발진기를 장착하여 오차를 자동 보정하고 주기적으로 GPS의 시간 보정 신호를 받아 시간을 교정한다.

## 같이 보기
- 크로노미터
- 천문항법
- 육분의
- 시계공
- 라컴 켄달
- 눈총
- 타임볼
- 시보
- 철도 크로노미터
- 휴대용 시계
- 시계 제작자
- 발명사 연표